# Eroberung von Melilla
Die Eroberung von Melilla erfolgte im September 1497 durch eine von dem Herzog von Medina-Sidonia entsandte Okkupationstruppe. Sie brachte die nordafrikanische Stadt Melilla unter die Herrschaft der Krone von Kastilien.

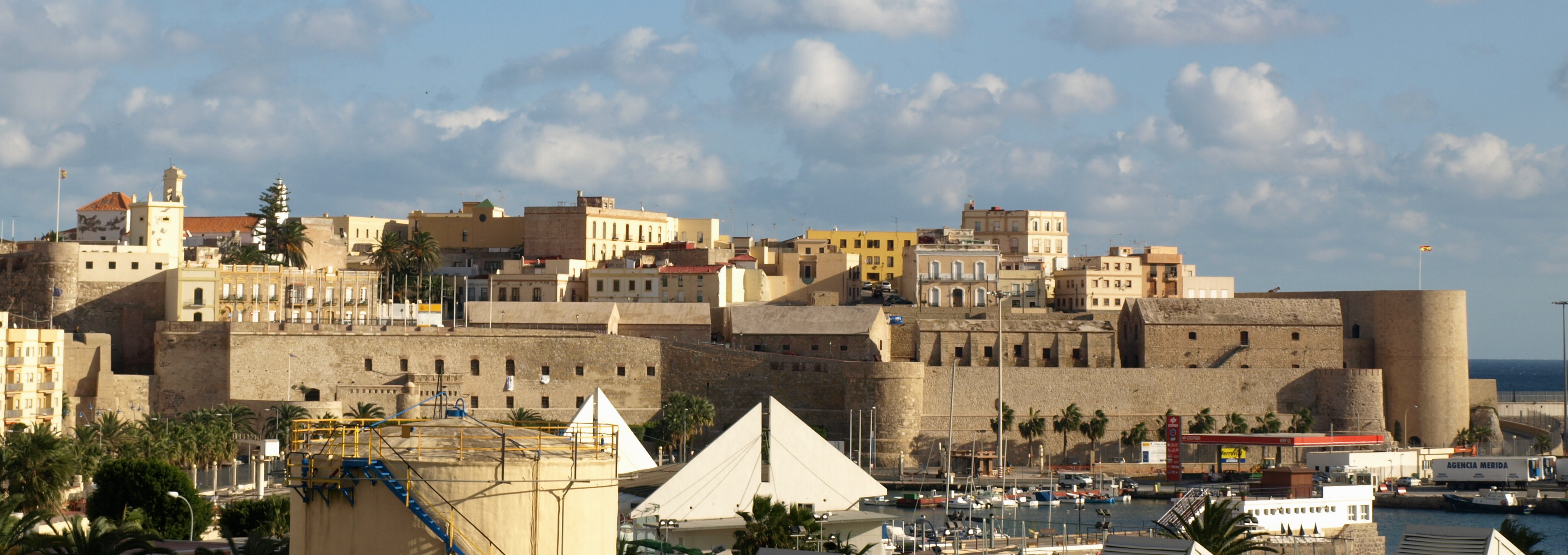
Blick auf Melilla mit der Festung Medina Sidonia

## Hintergrund
Am 2. Januar 1492 übergab der Emir Muhammad XII. (Boabdil), nach einem zehn Jahre dauernden Krieg, die Stadt Granada an das kastilische Königspaar Isabella und Ferdinand. Damit endete die Regierung des letzten muslimischen Herrschers auf der Iberischen Halbinsel.
Unmittelbar nach dem Fall Granadas begann der königliche Sekretär Hernando de Zafra damit, Informationen über die Zustände der Städte an der nordafrikanischen Küste zu sammeln, um die Möglichkeit einer Expansion auf dieses Gebiet auszuloten. Dazu unternahmen die kastilischen Kapitäne Juan de Lezcano und Lorenzo de Zafra Fahrten in verschiedene Häfen des damaligen Sultanates von Fez.
Im 15. Jahrhundert verschob sich der wirtschaftliche Schwerpunkt des Sultanates Fez vom Mittelmeer in die Städte an der Atlantikküste, was den Niedergang der mediterranen Küstenorte bewirkte. Dies betraf auch Melilla, das zudem als Grenzstadt seit 1465 mehrfach zwischen den Herrschern von Fez und Tlemcen umkämpft war und dessen Hafen Ende des 15. Jahrhunderts kurz vor der Aufgabe stand. Anfang 1494 lehnten sich die Bewohner der Stadt schließlich gegen die Herrschaft des Sultans auf und vertrieben dessen Vertreter.
Dadurch rückte Melilla ins Zentrum der Bemühungen von Hernando de Zafra, doch stand der beabsichtigten Inbesitznahme ein vertragliches Problem entgegen: Als Portugal und Kastilien im Jahr 1479 im Vertrag von Alcáçovas den Kastilischen Erbfolgekrieg beendet hatten, einigten sich beide Parteien auch auf eine Abgrenzung ihrer Interessenssphären, wobei Kastilien seinen Verzicht auf jede Einmischung in die portugiesische Territorialpolitik im Sultanat Fez erklärte. Das Thema wurde deshalb ab 1493 Teil der neuerlichen Verhandlungen über die Aufteilung der überseeischen Einflussgebiete beider Staaten, die nötig wurden, als Portugal Anspruch auf die von Kolumbus während seiner ersten Reise entdeckten Inseln der Karibik erhob. Der abschließende, am 7. Juni 1494 unterzeichnete Vertrag von Tordesillas erlaubte den Kastiliern schließlich den Versuch, Melilla in Besitz zu nehmen. Dieser wurde aber durch den Einmarsch der Truppen des französischen Königs Karl VIII. in das Königreich Neapel verzögert, das von einer Seitenlinie der Könige von Aragonien regiert wurde. Zu dessen Unterstützung wurden kastilische Truppen entsandt, die zunächst nicht für Aktionen in Afrika zur Verfügung standen.

## Die Eroberung
Der Herzog von Medina-Sidonia übte als Marques de Gibraltar die Herrschergewalt in dem nördlich der Straße von Gibraltar liegenden Gebiet Andalusiens aus. Im Jahr 1497 stellte er eine Invasionstruppe zusammen, an der außer den herzoglichen Truppen auch Soldaten der Santa Hermandad aus den Städten Jerez de la Frontera, Medina-Sidonia, Arcos de la Frontera und Sanlúcar de Barrameda, die im Herrschaftsgebiet der Herzöge von Medina-Sidonia lagen, beteiligt waren. Die Aktion wurde organisiert durch den Contador (Leiter der herzoglichen Finanzverwaltung) Pedro de Estopiñán y Virués. Das Königspaar Isabella und Ferdinand ernannte den Artillerieoffizier Francisco Ramírez de Madrid zum Generalkapitän. Ein Teil der Truppe, die aus 5.000 Infanteristen und 250 Berittenen bestand, hatte unter Bartolomé de Estopiñán, dem Bruder Pedro de Estopiñáns bis Anfang des Jahres 1497 bei der Eroberung der Insel Teneriffa gekämpft.
Ein großer Teil der muslimischen Bevölkerung Melillas hatte nach einem Aufstand gegen den Sultan von Fez und die darauf einsetzenden Zwangsmaßnahmen die Stadt verlassen. Die Kastilier konnten am 17. September die zum Teil entvölkerte und zerstörte Stadt nahezu kampflos besetzen. Estopiñán ließ durch die mitgebrachten Handwerker die beschädigten Befestigungsanlagen erneuern und verstärken, richtete eine Garnison von 1500 Mann ein und kehrte dann nach Kastilien zurück. Im folgenden Jahr unternahmen die Muslime Angriffe auf die Stadt, weshalb der Herzog und das Königspaar die Verteidiger mit neuen Truppen unterstützten, die wiederum von Estopiñán angeführt wurden. Ein späterer halbherziger Rückeroberungsversuch des wattasidischen Sultans Muhammad al-Shaykh mit einer Kavallerieabteilung wurde von den Geschützen der kastilischen Flotte abgewehrt.

## Nachwirkung
Zunächst teilten sich die Krone und das Haus Medina-Sidonia die Verwaltung der Stadt. In einer Vereinbarung mit der Krone von Kastilien, aus dem Jahr 1498 verpflichtete sich der Herzog von Medina-Sidonia einen Militärstützpunkt (guarnición) mit einer Besatzung von 700 Mann einzurichten, der teilweise durch die Krone finanziert und versorgt werden sollte.
Unter Kaiser Karl V. sank das Interesse Spaniens an der Besitzung. Die schlechte Besoldung der dort stationierten Soldaten führte zu zahlreichen Desertationen. Am 7. Juni 1556 trat das Haus Medina-Sidonia seine Rechte in der Stadt an König Philipp II. ab. Trotz der erfolgreichen Übernahme von Melilla verzichtete Kastilien zunächst auf weitere Offensiven gegen andere Küstenstädte oder einen möglichen Eroberungsfeldzug gegen das Sultanat von Fez selbst. Abgelenkt von den im Jahr 1499 erneut ausbrechenden Italienischen Kriegen mit Frankreich blieb es Kardinal Cisneros vorbehalten, in einem privat finanzierten und durchgeführten Feldzug Oran zu besetzen (1509). Spätestens seit der Eroberung des Aztekenreiches durch Hernán Cortés (1519–1521) richtete sich Spaniens hauptsächliches Interesse auf die Unterwerfung des amerikanischen Kontinents und alle weiteren Aktionen an der Küste des Maghreb reduzierten sich im Wesentlichen auf die Abwehr der von den Barbaresken-Korsaren ausgehenden Bedrohung.
Melilla ist nach den Kanarischen Inseln die älteste außereuropäische Besitzung des Königreiches Spanien und bis heute durchgängig mit diesem verbunden.